# Phryganea submersa
Phryganea submersa is een fossiele soort schietmot uit de familie Phryganeidae.